# Kálóczi Orsolya
Kálóczi Orsolya (Budapest, 1983. október 9. –) magyar színésznő. 

## Életpályája
1990-1998 között a budapesti Pannónia Általános Iskola, 1998-2002 között az Ady Endre Gimnázium tanulója volt. 2002-2003 között a József Attila Színház, 2003-2004 között az Új Színház stúdiójának tanulója volt. 2004-2007 között a Kaposvári Egyetem színművész szakos hallgatója volt. 2007-2010 között a Honvéd Színházban játszott. 2010-2011 között a zalaegerszegi Hevesi Sándor Színház tagja volt. 2015-től a Terminal Workhouse csapatának tagja.

## Fontosabb színházi szerepei
- Mohammad Rahmanian: Jeanne d'Arc a tűzben (Charlotte), rendező: Farid Tehrani
- Cziczó Attila: Weekend (Márta), rendező: Cziczó Attila
- Federico García Lorca: Vérnász (Menyasszony), rendező: Rusznyák Gábor
- Rusznyák Gábor: Szíkölök
- Rusznyák Gábor: Bozgorok (Célia)
- Kárpáti Péter: Mi a szerelem? (Rószika, Natalie, Eperke), Rendező: Simon Balázs
- Horváth Péter: Bevetés – revüoperett LGT dalokra, rendező:Telihay Péter, koreográfus:Ladányi Andrea
- Végh Ildikó: A világot örző férfi, rendező: Molnár-Keresztyén Gabriella
- Federico García Lorca: Bernarda Alba Háza (Adela), rendező:Vékes Csaba – Babarczy László
- Csiky Gergely Színház, Főiskolai vizsgaelőadás
- Brecht-Weil: Koldusopera (Polly), rendező: Znamenák István
- Csiky Gergely Színház, Főiskolai vizsgaelőadás
- Tadeusz Slobodzianek: Ilja Próféta (Piás), rendező: Rusznyák Gábor
- Csiky Gergely Színház, Főiskolai vizsgaelőadás

## Filmes és televíziós szerepei
- Barátok közt (2010–2011)
- Ízig-vérig (2019)
- Drága örökösök (2019)